# 篠崎真吾
篠崎 真吾（しのざき しんご、1962年8月17日 - ）は日本の実業家、公認会計士、税理士。ロッテリア代表取締役社長などを経て、篠崎公認会計士事務所代表。

## 人物
静岡県賀茂郡河津町出身。高校在学中アメリカ合衆国コロラド州に一年間留学。一橋大学法学部在学中にソフトウェア開発会社を起業し、1988年大学中退。1990年中央新光監査法人入社、国際部勤務。1995年マイクロソフト入社、管理本部勤務。マスターフーズ（現マース ジャパン）財務経理部長・人事本部長を経て、独立し、2000年に公認会計士事務所を設立。2005年リヴァンプ入社。リヴァンプパートナー。
2006年経営再建のためリヴァンプから派遣され、ロッテリア代表取締役社長兼最高執行責任者に就任。2007年から100円商品の提供を開始。2008年春から開始した「絶品バーガーシリーズ」のヒットなどで、集客力が改善するも、リーマン・ショックなどを受け環境悪化を迎える中、経営にあたった。また、地域別戦略をとるなどして、地方店舗の集客力落ち込みに対応した。